# Barycheloides
Barycheloides es un género de arañas migalomorfas de la familia Barychelidae. Se encuentra en Nueva Caledonia.

## Lista de especies
Según The World Spider Catalog 11.5:
- Barycheloides alluviophilus Raven, 1994
- Barycheloides chiropterus Raven, 1994
- Barycheloides concavus Raven, 1994
- Barycheloides rouxi (Berland, 1924)
- Barycheloides rufofemoratus Raven, 1994